# Kirche von Viklau

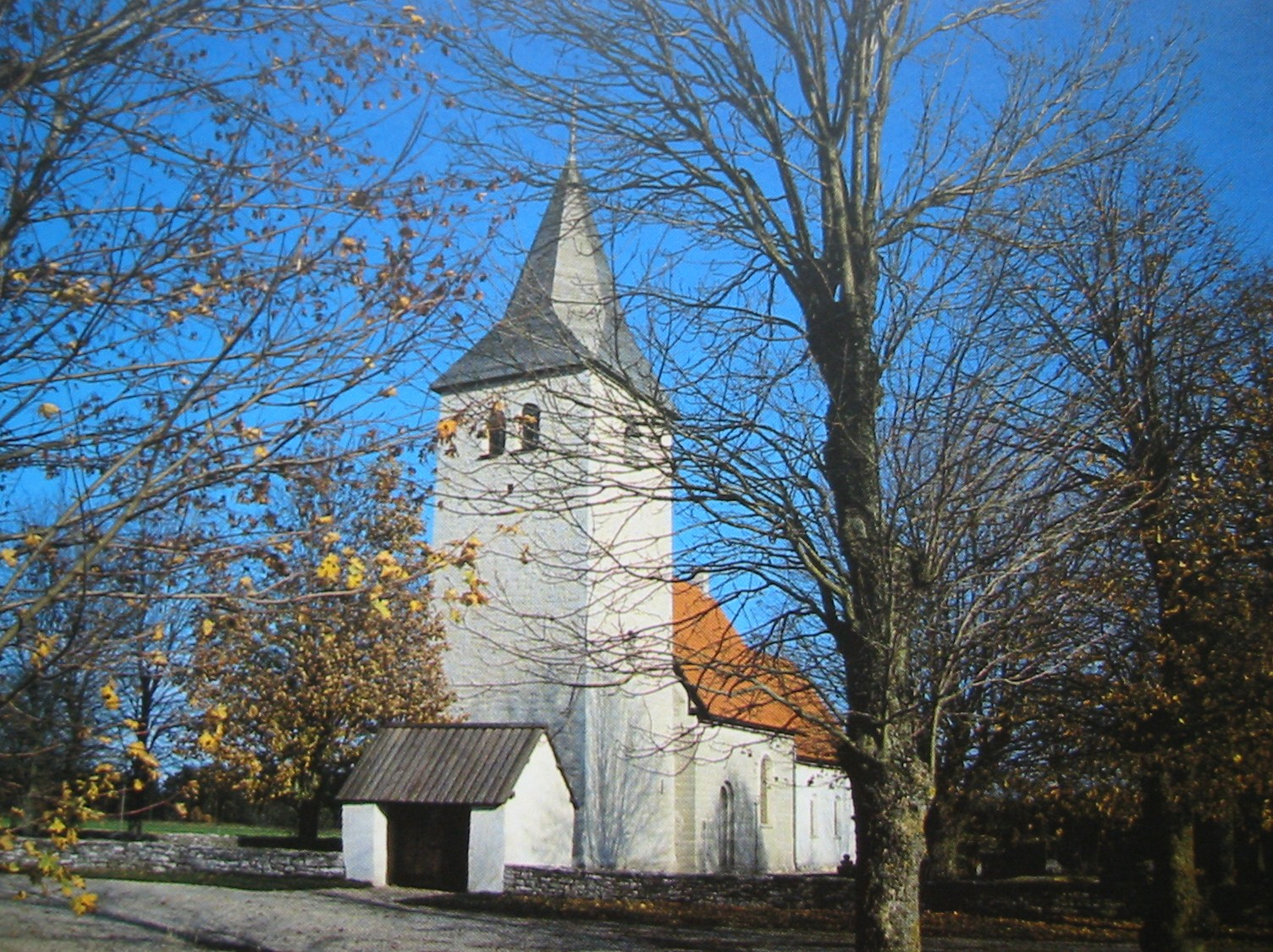
Kirche von Viklau

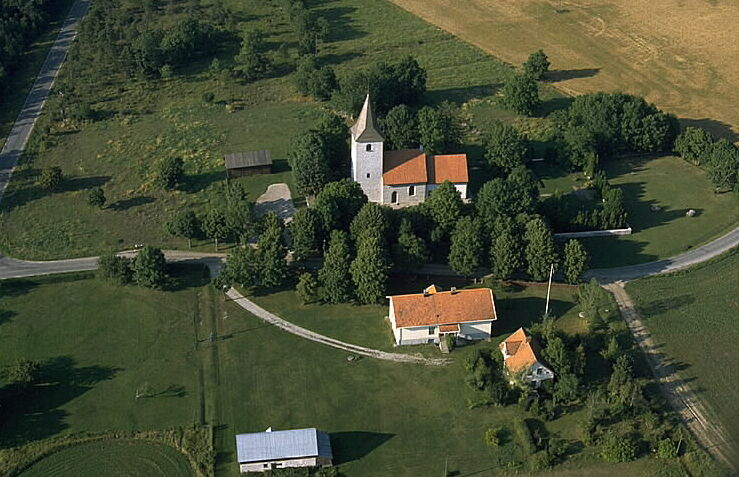
Kirche von Viklau

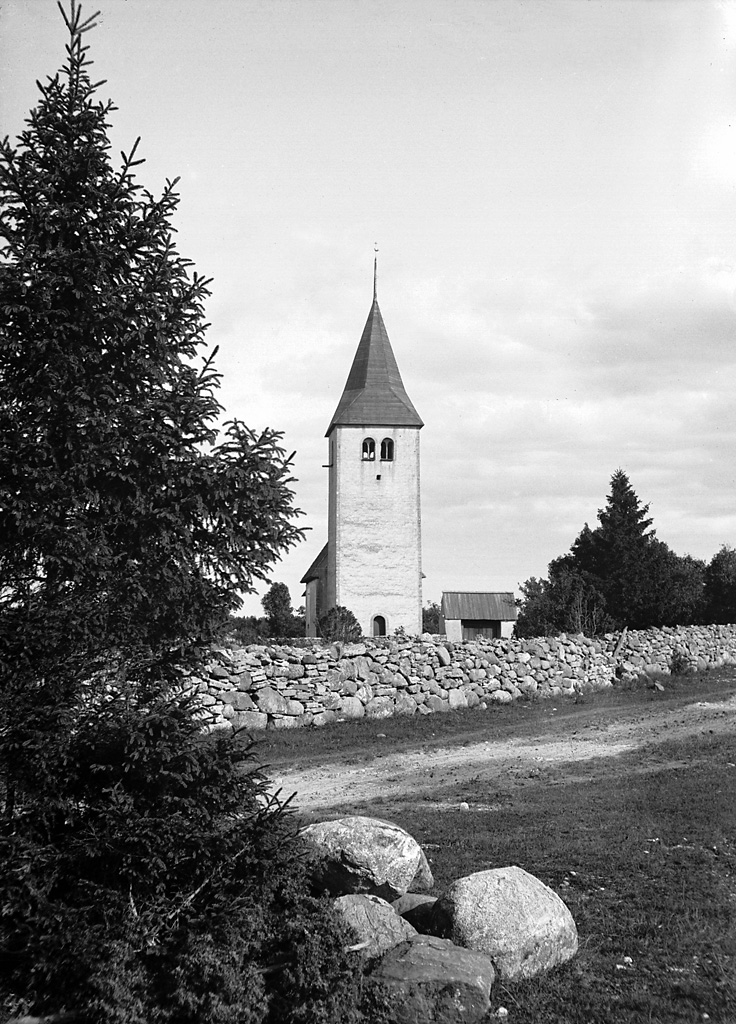
Kirche von Viklau 1914, fotografiert von Einar Erici

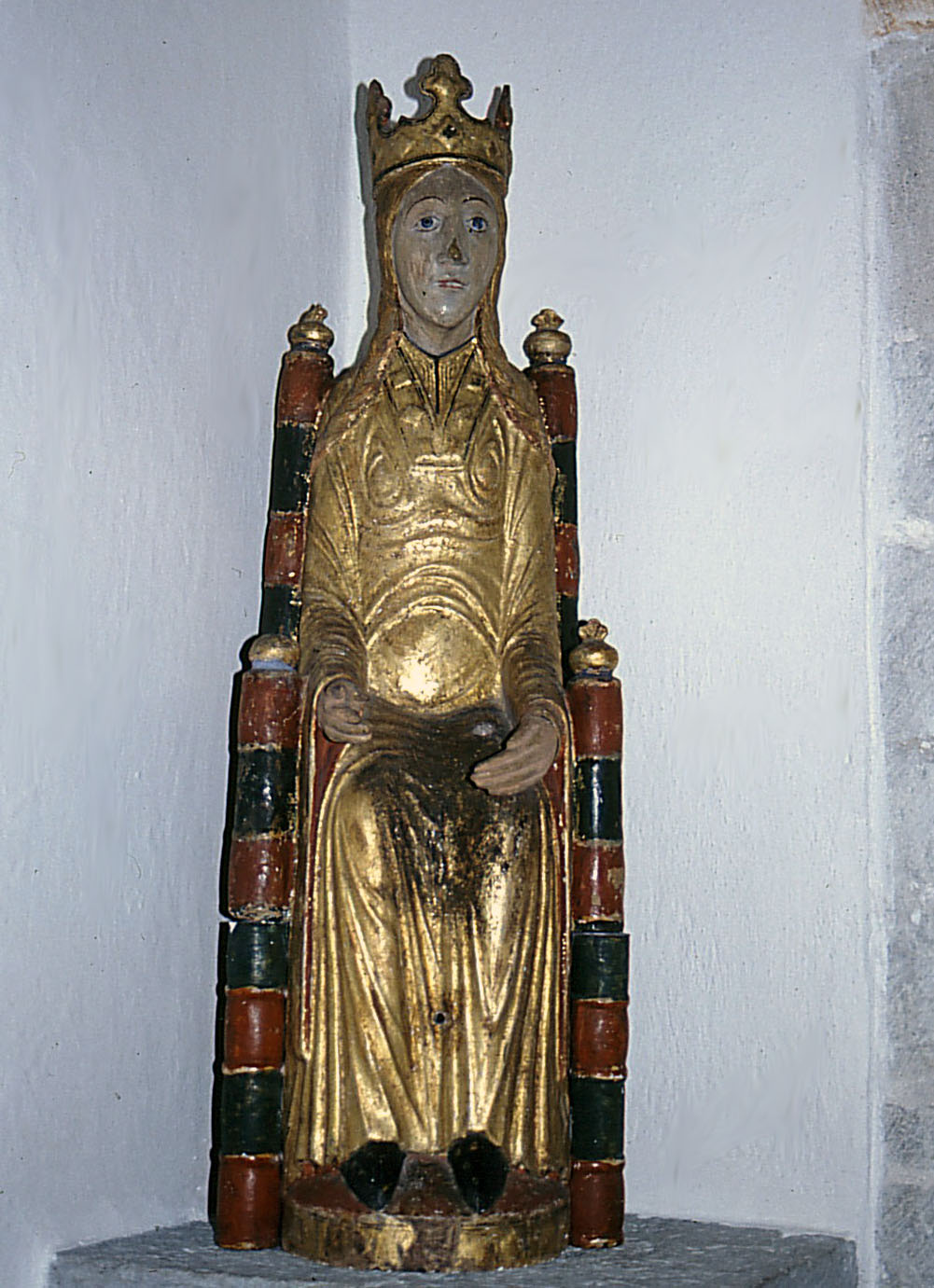
Kopie der Madonne von Viklau

Die Kirche von Viklau ist eine im 12. Jahrhundert eingeweihte Landkirche auf der schwedischen Insel Gotland. Sie gehört zur Kirchengemeinde (schwedisch församling) Vänge im Bistum Visby. Bis Ende 2005 gehörte sie noch zur Gemeinde Viklau. Diese Kirche ist vielleicht am meisten mit der Viklaumadonna verknüpft, einer Holzskulptur aus dem 12. Jahrhundert, die sich heute im staatlichen historischen Museum in Stockholm befindet.

## Lage
Die Kirche liegt im Landesinnern von Gotland, 22 km südlich von Visby, 26 km nördlich von Hemse, 4,5 km südlich von Roma und 18 km nordöstlich von Klintehamn.

## Kirchengebäude
Die romanische Steinkirche besteht aus einem rechteckigen Langhaus mit einem schmaleren, gerade abgeschlossenen Chor im Osten und einem Kirchturm im Westen.  Die Sakristei ist in der östlichen Verlängerung des Chors angeordnet. Die ältesten Mauern finden sich im Chor wieder. Das Langhaus ist etwas später errichten worden und war wahrscheinlich gegen Ende des 12. Jahrhunderts fertig. In der Mitte des 13. Jahrhunderts folgte der Turm. Die Sakristei kam erst viel später 1852 bis 1853 dazu, gleichzeitig mit dem Abriss des ursprünglichen Apsischors. Das Äußere der Kirche ist mit einfachen Rundbogenportalen im Süden von Chor und Langhaus und im Westen des Turms ausgeschmückt. Die Fensteröffnungen erhielten ihre heutige Größe erst in der Mitte des 19. Jahrhunderts, als man auch das Nordfenster des Langhauses einfügt. Das Langhaus und der niedrigere Chor sind jeweils durch ein Satteldach gedeckt. Der Turm hat mit Säulen versehen Schallöffnungen und wird von einer kurzen Spitze gekrönt. Auch der Innenraum ist einfach und nicht durch Kalkmalereien ausgeschmückt. Das Langhaus ist von innen durch ein ebenes Holzdach gedeckt. Das Tonnengewölbe des Chores erreicht man über eine spitzbogige Maueröffnung. Die Kirche wurde 1930 und 1937 nach Plänen des Architekten Sven Brandel restauriert.  1984 folgte eine weitere Restaurierung.

## Ausstattung
- In der nordöstlichen Ecke des Langhauses ist eine Kopie der Viklaumadonna, deren Original heute im Museum in Stockholm steht.
- Das Triumphkreuz ist aus dem 12. Jahrhundert.
- Ein mit Reliefen geschmückter Taufstein aus Sandstein ist aus dem 12. Jahrhundert und ist vermutlich von einem Mitarbeiter des Steinmetzmeisters Hegwald gefertigt. In der Kirche findet sich auch ein zweiter Taufstein von 1737.
- Die heutige Kanzel und die Kirchenbänke stammen aus dem 18. Jahrhundert.